# White Widow
White Widow (em português: Viúva Branca) é uma cepa híbrida de Cannabis indica e Cannabis sativa criada e desenvolvida por Scott Blakey, também conhecido como Shantibaba, quando ele era co-proprietário da Greenhouse Seed Company. White Widow é um cruzamento entre uma linhagem sativa brasileira e uma indica do sul da Índia com muita resina. Os botões são de cor branca, com uma resina de cristal. Os usuários experimentam um poderoso sentimento de euforia e quebras de energia. A White Widow é uma das cepas de cannabis mais famosas do mundo.
A cepa White Widow foi considerada "uma das mais populares do mundo" pela revista Popular Science. A cepa venceu a Cannabis Cup da revista High Times em 1995. Além disso, está entre as cepas mais consumidas no mundo, considerando tanto o uso recreativo quanto medicinal.

## Cepas relacionadas
- Black Widow - A genética original White Widow foi renomeada para Black Widow quando Shantibaba deixou a Green House Seed Company e levou as plantas-mãe para o Mr. Nice Seedbank em 1998.[12][6]
- White Russian – Uma cepa híbrida do tipo indica dominante. É um cruzamento da White Widow e da AK-47.[13] A White Russian venceu a High Times Cannabis Cup em 1996. [14]
- White Rhino – Uma cepa híbrida entre a White Widow e uma cepa indica dominante norte-americana desconhecida.[15]
- Blue Widow – Uma cepa híbrida, ligeiramente indica  dominante, proveniente do cruzamente entre as cepas Blueberry e White Widow. A Blue Widow às vezes é chamada de Berry White, White Berry ou Blue Venom.[16]